# Meioneta llanoensis
Meioneta llanoensis là một loài nhện trong họ Linyphiidae.
Loài này thuộc chi Meioneta. Meioneta llanoensis được Willis J. Gertsch & Michael Davis miêu tả năm 1936.